# Light My Body Up
Light My Body Up (englisch etwa „Zünde meinen Körper an“) ist ein Lied des französischen DJ und Produzenten David Guetta in Zusammenarbeit mit der aus Trinidad und Tobago stammenden Rapperin Nicki Minaj und dem US-amerikanischen Rapper Lil Wayne. Die Veröffentlichung erfolgte am 23. März 2017 über sein eigenes Plattenlabel „What A Music“ sowie die Major-Label „Warner Music“ und „Atlantic Records“.

## Hintergrund

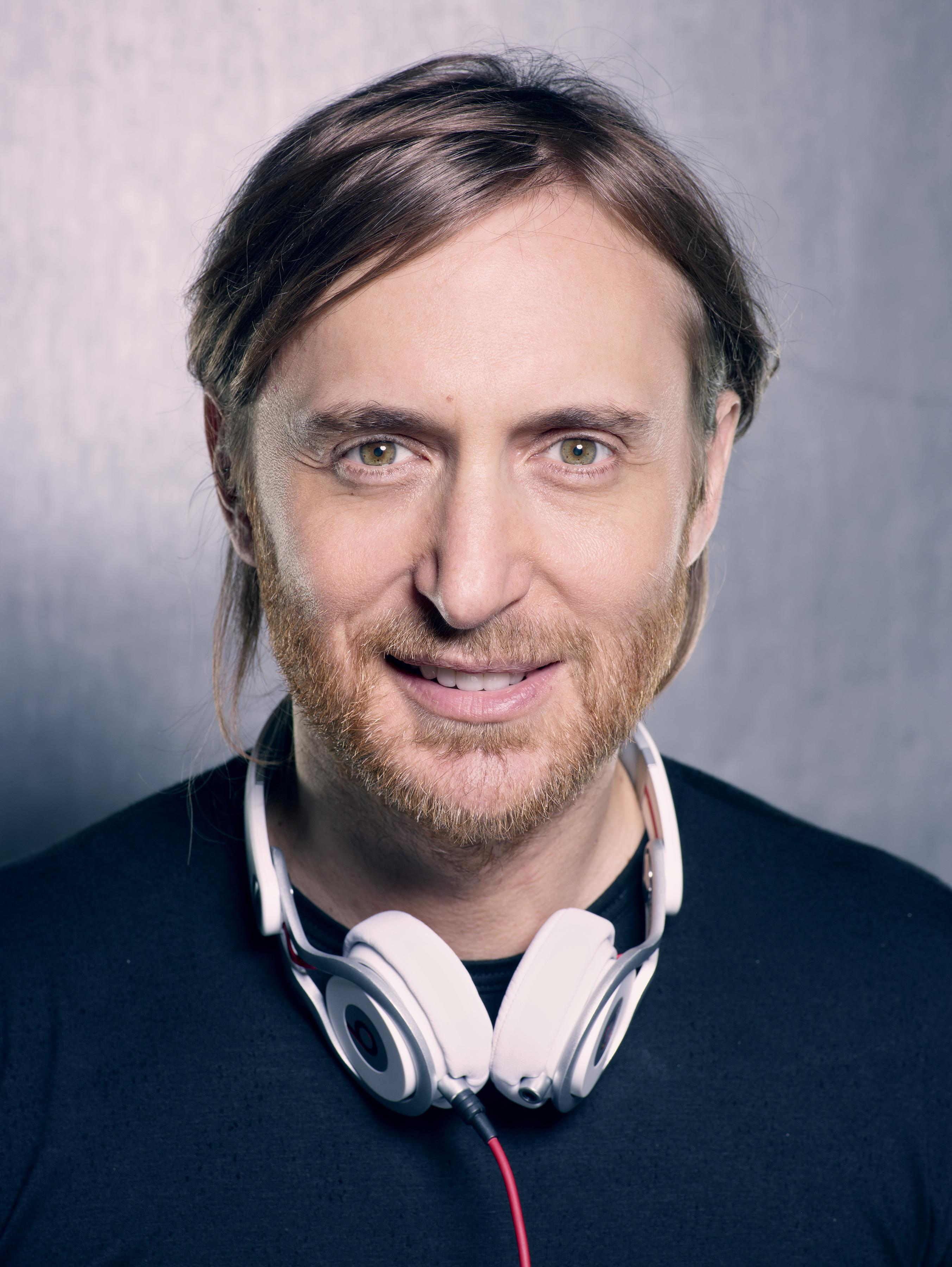
David Guetta

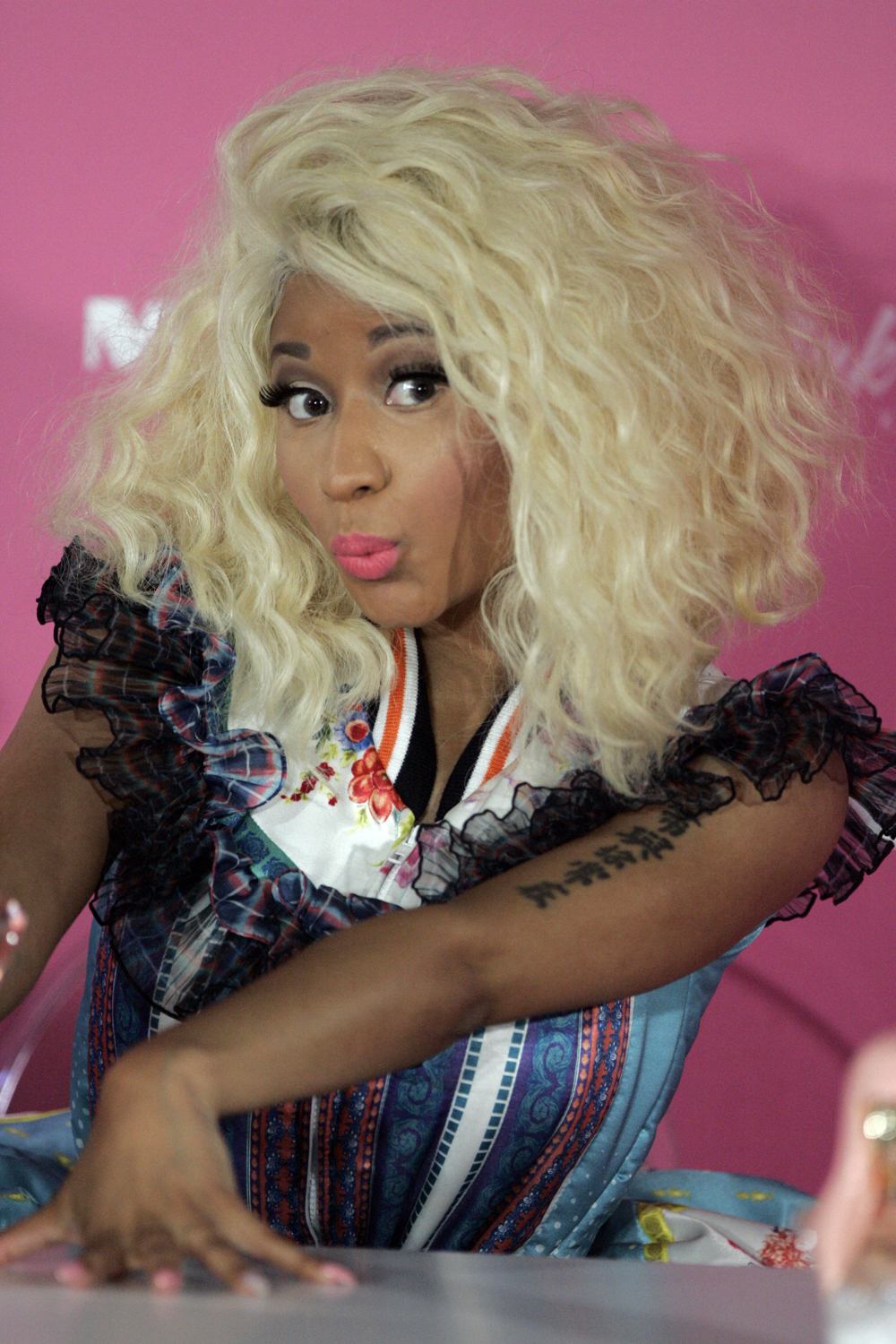
Nicki Minaj

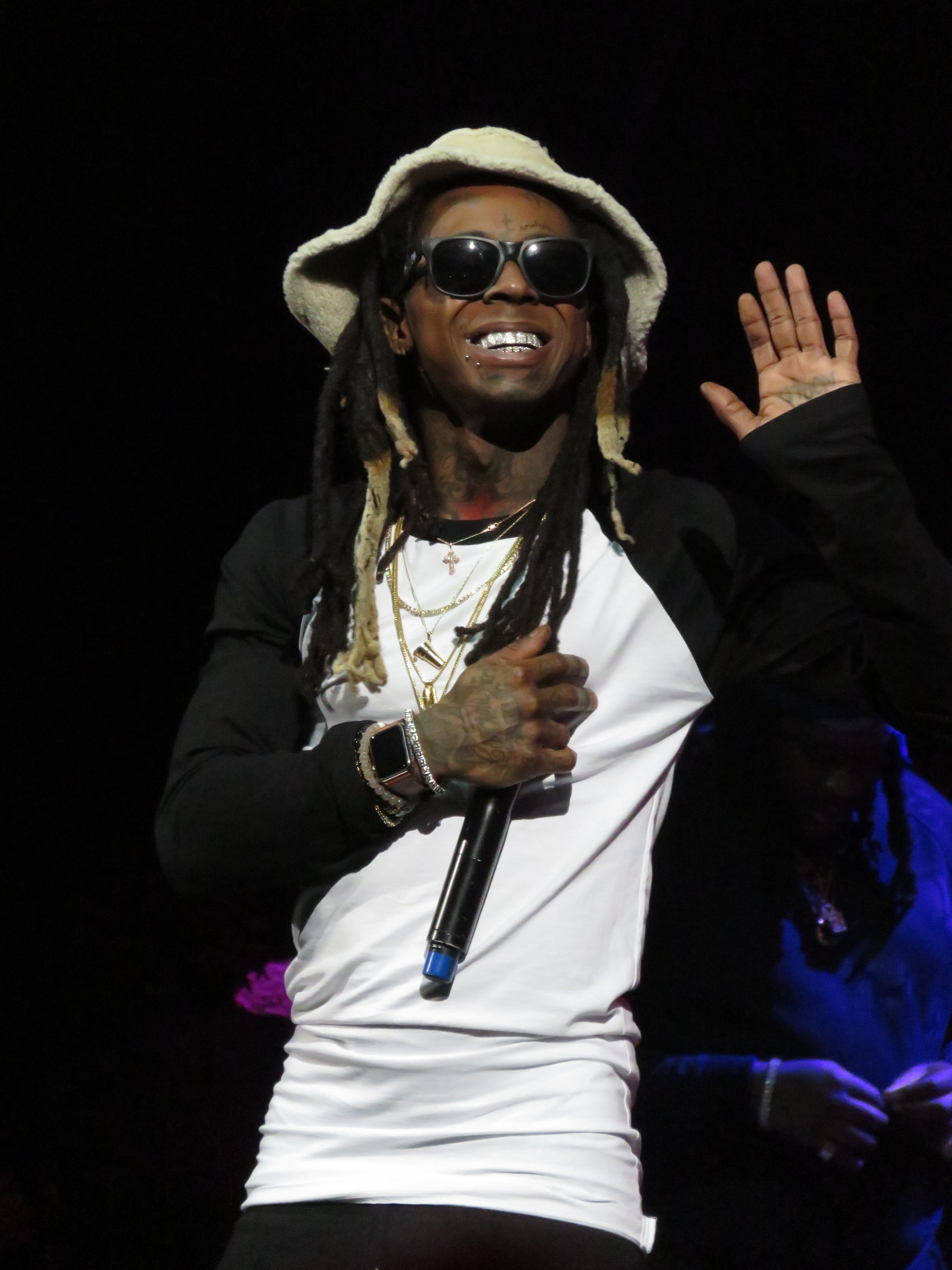
Lil Wayne

Light My Body Up wurde von David Guetta, Giorgio Tuinfort, Julien Martinez, Ester Dean, Onika Maraj, Nick van de Wall, Dwayne Carter, Kirill Slepukha und Danil Shilovskii geschrieben. An der Produktion beteiligten sich Julien „Drek“ Martinez, Afrojack, Boaz van de Beatz und KIDDA. Mastering und Mixing absolvierten Daddy’s Groove. Während der Aufnahmen kamen die Cruise Control Studios in Amsterdam und die Pressing Studios in Neapel zum Einsatz.
In einem Live-Interview auf Facebook mit Final Kid gab Guetta am 27. Januar 2017 bekannt, dass sein siebtes Studioalbum bereits fertiggestellt sei und dass seine kommende Single eine Zusammenarbeit mit Nicki Minaj und Lil Wayne entstanden und in der Woche zum Interview die finale Version abgemischt worden wäre. David Guetta erzählte in dem Kontext über Minaj:

„Schon als Nicki Minaj noch ausschließlich eine große Hip-Hop-Künstlerin war und noch nicht in Richtung Pop ging, war ich mehr oder weniger besessen von ihr. Ich denke, sie ist wirklich großartig. Ich denke, die Leute werden ziemlich beeindruckt von der Art sein, wie sie in dem Song singt. […]“

Artwork
Am 21. März 2017 postete Minaj das Artwork der Single im Social-Media-Netzwerk Instagram. Dieses zeigt im Zentrum Nicki Minaj leicht bekleidet und in einem dunklen, bläulichen Licht, der Hintergrund zeigt rote, orange und blaue Neonfarben. Die Interpreten stehen in der Labeltypischen Schriftart auf einem schwarzen Hintergrund sowie der Liedtitel an der rechten Längsseite.

## Musikalisches und Inhalt
Das Lied basiert auf einem 4/4-Takt und das Tempo liegt bei 146 bpm. Das Lied beginnt mit einer Melodie, die aus einer Reihe einzelner Töne gebildet wird. Dazu starten einige Vocal-Parts von Minaj, die nach vier Takten mit der ersten Strophe beginnt. Nach vier weiteren Takten setzt ein eingängiger Trap-Kick ein, der sich mit wiederkehrenden Claps abwechselt. Der zweite Part der Strophe wird nicht mehr aggressiv gerappt, sondern erklingt melodischer, bis im Refrain der Gesang einsetzt. Zudem verschwindet hier der Kick und eine schneller werdende Bridge erklingt, bis der Drop, basierend auf einer rhythmischen Mischung aus Trap und Dance-Hall einsetzt. Lil Waynes ist infolge des zweiten Drops zuhören, woraufhin der Refrain als Outro erklingt.
Die ersten Verse stellen eine Referenz zu dem, seit 2007 beständigen Streit zwischen Minaj und Remy Ma dar, welchen sie bereits in vergangenen Singles aufgriff.
In dem Lied versucht das lyrische Ich eine andere Person zu überzeugen, dass zwischen ihnen eine Harmonie herrscht, die sie ausleben sollten. Dies tut es durch eine Akkumulation von Gefühlsäußerungen sowie Vorstellungen und Vorsätzen. Lil Waynes Part stellt eine Antwort auf die Äußerungen des Ichs dar. So erläutert diese Person die potenziellen Handlungen des lyrischen Ichs und gibt weitere Vorstellungen von sich.
| “You got something that I believe I’ve been waiting for all my We’re blazing high, smoke fill the night I’m gasoline, you’re fire Oh, you’re burnin’ me down, burnin’ me down Oh, you’re burnin’ me down, burnin’ me” – Pre-Refrain, Originalauszug | „Du hast etwas, wovon ich glaube Dass ich mein ganzes [Leben] darauf gewartet habe Wir lodern hoch, Rauch füllt die Nacht Ich bin Benzin, du bist Feuer Oh, du brennst mich nieder, brennst mich nieder Oh, du brennst mich nieder, brennst mich“ – Pre-Refrain, Übersetzung |

## Musikvideo
Parallel zur Single-Veröffentlichung, lud Guetta auf seinem offiziellen YouTube-Kanal ein Lyrics-Video hoch. In diesem ist der Text vor unterschiedlich neonfarbenden Hintergründen zu sehen, auf denen zudem die Silhouetten tanzender Frauen zu erkennen sind. Als Regisseur agierte hierbei Amber Park. Das Video wurde nach 24 Stunden über eine Million Mal aufgerufen.

## Rezeption

### Kritik
Light My Body Up erhielt gemischte Kritiken. Das Gesamtwerk an sich, insbesondere der Refrain kam gut an, während Nicki Minajs Textpassagen negativ kritisiert wurden. Tim Tabens vom Online-Magazin „Dance-Charts“ sprach sich positiv gegenüber dem Lied aus, bezeichnete den Drop hingegen als weniger überzeugend:

„‚David Guetta feat. Nicki Minaj & Lil Wayne – Light My Body Up‘ ist eine sehr interessante Nummer. Wer hier auf schnelle Beats und einen kräftigen Drop gehofft hat, wird allerdings enttäuscht. Der Titel kann im Gesamtkonzept jedoch sehr viel und könnte auch kommerziell wieder zünden.“

James Leach von der Webseite „Pursuit of Pop“ beschreibt die einzelne Arbeit der Künstler als eher „schlecht als recht“. So kritisierte er insbesondere die Produktionstechnik bezogen auf die Verwendung von Auto-Tune und Drop sowie Lyrics und gepitchte Stimme des Rap-Parts von Lil Wayne:

„‚Light My Body Up‘ steht Minaj im Mittelpunkt! Der Track beginnt mit Minajs Rap-Part und einem möglichen Hieb gegen Remy Ma, […]  bevor sie tut, was sie am besten kann: Über sich und ihre Erfolge reden. Doch Minaj greift in der zweiten Strophe schnell zum Gesang zurück, was ein bisschen schade ist, da das Lied einfach in das Muster eines standardmäßigen Club-Hits zurückfällt. Und obwohl sie gut klingt – und endlich Autotune-frei – wissen wir, dass sie nicht die beste Sängerin ist, aber sie kann gewiss eine Note halten! Guettas Produktion nimmt sich hier etwas zurück, und rutscht nur während der zweiten Hälfte des Refrains mit einem lästigen blechernden Klang in den Mittelpunkt, der offensichtlich den Club übernehmen wird – ob gut oder schlecht. Lil Wayne … nun, was soll man sagen? Seine Part lässt sich sinngemäß mit Sex, Sex und mehr Sex beschreiben, und das wird einem erst klar, sobald man seinen vertonten Mumble-Rap versteht.“

### Kommerzieller Erfolg
Light My Body Up sorgte schnell für Aufmerksamkeit. So erhielt es starken Support und rückte bereits binnen des ersten Tages in die obere Hälfte der Top 100 mehrerer Online-Musikdienste, darunter Deutschland, Österreich, die Schweiz, Großbritannien sowie die USA.

## Chartplatzierungen
| ChartsChartplatzierungen     | Höchstplatzierung | Wochen |
| ---------------------------- | ----------------- | ------ |
| Deutschland (GfK)            | 33 (6 Wo.)        | 6      |
| Frankreich (SNEP)            | 16 (11 Wo.)       | 11     |
| Österreich (Ö3)              | 47 (1 Wo.)        | 1      |
| Schweiz (IFPI)               | 39 (2 Wo.)        | 2      |
| Vereinigtes Königreich (OCC) | 64 (2 Wo.)        | 2      |